# 佐佐木信綱

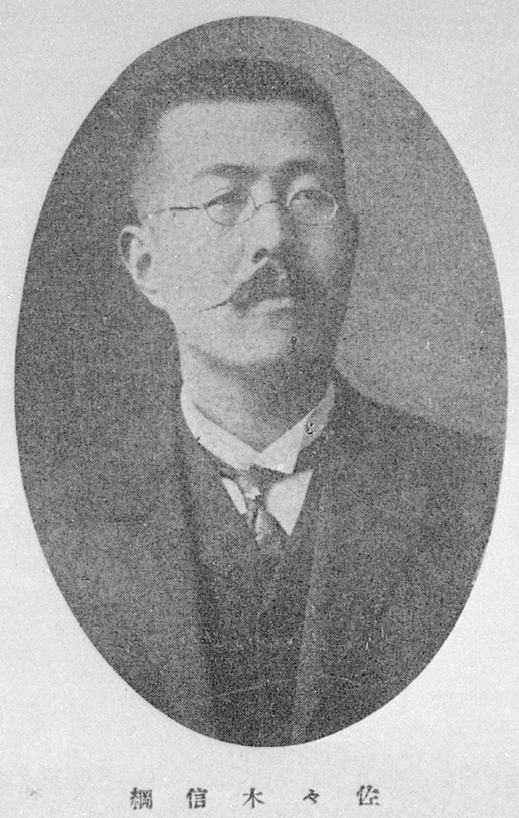
佐佐木信綱

佐佐木 信綱（1872年7月8日—1963年12月2日），日本詩人、文學家。三重縣人。東京大學古典文學科畢業。正三位受位者，曾獲朝日獎、日本學士院獎，以及文化勳章。

## 外部連結
- . kotobank （日语）.
- 维基共享资源上的相關多媒體資源：佐佐木信綱